# Konstantin Gries
Konstantin Gries (* 1995 in Kassel) ist ein deutscher Schauspieler.

## Leben
Konstantin Gries sammelte seine ersten Bühnenerfahrungen am Konzerttheater Bern und bei der „Jungen Bühne Bern“ in Inszenierungen von Jens Ravari, Anna Lena Bucher und Richard Schmutz. Sein Schauspielstudium absolvierte er von 2016 bis 2020 an der Otto-Falckenberg-Schule in München. 2017 erhielt er den Migros Kulturprozent-Förderpreis.
Während seiner Ausbildung gastierte er regelmäßig an den Münchner Kammerspielen, wo er unter der Regie von Christine Umpfenbach, Frauke Poolmann, Janet Stornowski und Georgette Dee arbeitete. 2018 trat er bei Produktionen im „Kunstblock Balve“ und beim „Faustfestival München“ auf. Gries spielt auch weiterhin regelmäßig Theater und ist zeitweise für verschiedene Produktionen am Staatstheater Oldenburg engagiert.
Konstantin Gries stand auch für mehrere Film- und TV-Produktionen vor der Kamera. Er gehörte als zwielichtiger 22-jähriger Medizinstudent Sev zum Darstellerensemble des Filmdramas Nothing More Perfect von Regisseurin Teresa Hoerl, das 2020 beim Filmfestival Max Ophüls Preis seine Uraufführung hatte.
In der 4. Staffel der ZDF-Serie SOKO Hamburg (2022) spielte er den Naturschützer Tobias Zander, den eifersüchtigen und tatverdächtigen Freund einer getöteten Stand-up-Paddlerin. In der 18. Staffel der ZDF-Serie SOKO Köln (2022) war er in einer Episodenhauptrolle als gewalttätiger Neonazi Igor Keller zu sehen.
Für die 3. und 4. Staffel der TV-Serie Das Boot stand er für eine durchgehende Hauptrolle als Oberleutnant zur See Franz Buchner vor der Kamera.
Gries lebt in Berlin.

## Filmografie (Auswahl)
- 2019/20: Nothing More Perfect
- 2022: SOKO Hamburg: Trübe Wasser (Fernsehserie, eine Folge)
- 2022: SOKO Köln: Tief verletzt (Fernsehserie, eine Folge)
- 2022–2023: Das Boot (Fernsehserie, 16 Folgen)